# Detlef Schößler
Detlef Schößler (Magdeburgo, 3 ottobre 1963) è un allenatore di calcio ed ex calciatore tedesco orientale dal 1990 tedesco, di ruolo difensore.

## Palmarès

### Giocatore

#### Competizioni nazionali
- Campionato tedesco orientale: 1

Dinamo Dresda: 1988-1989
- Coppa della Germania Est: 1

Magdeburgo: 1982-1983